# Acusana generosa
Acusana generosa är en insektsart som beskrevs av Delong 1942. Acusana generosa ingår i släktet Acusana och familjen dvärgstritar. Inga underarter finns listade i Catalogue of Life.